# Manchette-Niemiec
Pour les articles homonymes, voir Manchette et Niemiec.
Œuvres principales
- Alabama 1963 (2020)
- America[s] (2022)
- À l’ombre de Winnicott (2024)

Signature
Manchette-Niemiec est la signature commune des romanciers français Ludovic Manchette (né à Nancy, le 18 février 1982), et Christian Niemiec (né à Dijon, le 8 décembre 1964). Ils travaillent aussi pour le cinéma, traduisant et adaptant ensemble des dialogues de films américains. Ils se partagent entre Paris et la Bretagne.

## Biographie

### Carrière dans le doublage
Christian Niemiec travaille à partir de 1999 dans le milieu du doublage en tant qu'adaptateur et traducteur de dialogues de séries et de films. En 2007, il rencontre Ludovic Manchette au sein de la société de doublage Chinkel. Leur complicité est immédiate. Ils travaillent tous deux, mais chacun de leur côté, sur les versions françaises des mangas Naruto Shippūden et One Piece. Puis les deux hommes collaborent et signent ensemble, entre autres, les versions françaises des séries L'Enfer du Pacifique et Lucifer et des films Jane Eyre, Scream ou encore Dune.

### Carrière littéraire
En 2014, Ludovic Manchette et Christian Niemiec entament, à quatre mains, l'écriture de leur premier roman qui se poursuivra jusqu'en 2018 et deviendra Alabama 1963. « Leurs passage à l'écriture s'est fait en raison d'une certaine frustration : les films dont on leur proposait de faire la traduction n'étaient pas toujours ceux sur lesquels ils auraient aimé travailler.» Ils envoient leur manuscrit à quarante éditeurs. Les éditions du Cherche Midi les repèrent et les éditent à la rentrée littéraire 2020. Le roman, une enquête policière dans l'Amérique ségrégationniste des années 1960, rencontre un succès tant public que critique, remportant une vingtaine de récompenses.
En 2022 sort le deuxième roman du tandem, America[s], un « road-trip initiatique qui emprunte beaucoup au conte de fée ». America[s] reçoit le Prix du Roman Les Petits Mots des Libraires, succédant à des auteurs tels qu’Éric-Emmanuel Schmitt, Valérie Perrin ou Agnès Martin-Lugand, avant d'être finaliste du Prix Maison de la Presse.
À la rentrée littéraire de 2024 sort le troisième Manchette-Niemiec, À l'ombre de Winnicott, toujours au Cherche Midi. Il s'agit d'un roman fantastique et gothique se déroulant en Angleterre en 1934, avec « des accents de Downton Abbey, un zeste des sœurs Brontë et d'Agatha Christie » selon Tatiana de Rosnay dans Le Parisien.

## Signature
Au moment d'envoyer leur premier manuscrit à des éditeurs, Alabama 1963, s'est posée pour le duo d'écrivains la question du choix de leur signature. Leur première idée a été d'apparaître en tant que traducteurs du roman et d'utiliser un pseudonyme à consonance anglaise. Sur les conseils d'un médium, ils se ravisent et l'envoient sous leurs véritables noms.
« Nous pensions écrire avec un pseudo unique. Avec le préjugé qu'écrire avec deux noms sous-entendait qu'on n'était pas capable de le faire seul. Nous avons finalement gardé nos noms après un essai infructueux avec un pseudo à consonance américaine ! »

## Méthode d'écriture
Concernant la méthode de travail des deux auteurs, ils disent écrire chaque phrase ensemble, contrairement à la méthode habituelle des duos d'écrivains qui consiste à se partager les chapitres, voire à réécrire à deux ce que l'un ou l'autre a écrit de son côté. Cette écriture « à quatre mains » expliquerait que l'on ne perçoive en les lisant qu'une seule et même voix. Ludovic Manchette explique : 
« Nous faisons tout à deux : les recherches, le plan et même l'écriture. Lorsque vient le moment d'écrire, nous avons déjà toute notre intrigue. Nous savons où nous allons et à partir de là, lorsqu'il s'agit de rédiger le texte, l'un de nous lance une phrase, l'autre rebondit et ainsi de suite jusqu'à ce que nous trouvions la phrase qui nous plaît à tous les deux. Ce doit être une évidence. Là seulement, je l'écris et nous passons à la suivante. »

Dans La Fringale culturelle, le duo précise : 
« Nous n'écririons pas du tout la même chose si nous le faisions chacun de notre côté. Avec notre méthode, chacun porte l'autre plus haut. »
Leurs romans font de nombreuses références à la pop culture : au cinéma, aux acteurs et à la musique des époques concernées.

### Romans
- Alabama 1963
  - Paris : Le Cherche Midi, 08/2020, 377 p.  (ISBN 978-2-7491-6591-2)
  - Paris : le Grand livre du mois, 08/2020, 377 p.  (ISBN 978-2-286-16662-5)
  - Carrières-sur-Seine : Voir de Près, coll. "16", 01/2021, 537 p.  (ISBN 978-2-37828-285-1)
  - Paris : Éditions de Noyelles, 06/2021, 377 p.  (ISBN 978-2-298-17259-1)
  - Paris : Pocket n° 18266, 10/2021, 348 p.  (ISBN 978-2-266-31474-9)
  - Toulouse : CTEB - Centre de Transcription et d'Édition en Braille, 2022. 7 volumes.  (ISBN 978-2-7491-6591-2)
  - Paris : Magnard, coll. "Classiques & Contemporains" n° 240, 06/2024, 351 p.  (ISBN 978-2-210-77962-4). Présentation et notes Estelle Marie Provost.

- America[s]
  - Paris : Le Cherche Midi, 03/2022, 284 p.  (ISBN 978-2-7491-7331-3)
  - Carrières-sur-Seine : Voir de Près, coll. "18", 04/2022, 562 p.  (ISBN 978-2-37828-466-4)
  - Paris : Pocket n° 18829, 03/2023, 302 p.  (ISBN 978-2-266-32933-0)

- À l’ombre de Winnicott
  - Paris : Le Cherche Midi, 08/2024, 496 p.  (ISBN 978-2-7491-7992-6)
  - Carrières-sur-Seine : Voir de Près, coll. "16", 01/2025, 728 p.  (ISBN 978-2-37828-744-3)
  - Paris : France loisirs, 06/2025, 504 p.[18]
  - Paris : Pocket, 10/2025, 528 p.  (ISBN 978-2-266-34870-6)

### Livres lus
- Alabama 1963, lu par Marie Bouvier. Paris : Lizzie, 10/2021, 8h30.  (ISBN 979-10-366-1447-7)[19]
- America[s], lu par Maryne Bertieaux. Paris : Lizzie, 03/2023, 7h13.  (ISBN 979-10-366-2358-5)
- À l’ombre de Winnicott, lu par François Delaive. Paris : Lizzie, 08/2024, 11h47.  (ISBN 979-10-366-3752-0)

### Collectif
- Le Livre, c'est... / par 120 autrices et auteurs ; textes illustrés par Jack Koch ; préf. Franck Thilliez. Paris : Fleuve noir éditions, 03/2024.  (ISBN 978-2-265-15800-9)

### Préface
- Correspondances mélodieuses : Échanges épistolaires avec des lycéens 2022-2024 / Leïla G. ; préface de Ludovic Manchette et Christian Niemiec. Leïla G., 10/2024, 300 p.  (ISBN 978-2-9581791-2-0)

## Filmographie
Ensemble, Ludovic Manchette et Christian Niemiec ont travaillé à l'adaptation et la traduction en français des dialogues de séries et de films étrangers suivants :

### Films
- 2008 : The Club (Clubbed), film britannique réalisé par Neil Thompson et David Kew.
- 2009 : Last Chance for Love (Last Chance Harvey), film américain réalisé par Joel Hopkins.
- 2009 : Tu n'aimeras point (Eyes Wide Open), film germano-franco-israélien réalisé par Haim Tabakman.
- 2009 : Bronson, film britannique réalisé par Nicolas Winding Refn.
- 2010 : Ondine, film irlandais réalisé par Neil Jordan.
- 2010 : Le Silence des ombres (Shelter), film américain réalisé par Måns Mårlind et Björn Stein[20]. Adaptation avec Sébastien Manchette.
- 2010 : The Murderer (Hwang-hae), film sud-coréen réalisé par Na Hong-jin.
- 2012 : Foxfire : Confessions d'un gang de filles, film franco-britanno-canadien réalisé par Laurent Cantet.
- 2012 : Touristes (Sightseers), film britannique réalisé par Ben Wheatley.
- 2012 : Jane Eyre, film britannique réalisé par Cary Joji Fukunaga.
- 2012 : Retreat, film britannico-irlandais réalisé par Carl Tibbetts.
- 2014 : Tusk, film américain réalisé par Kevin Smith.
- 2017 : Song to Song, film américain réalisé par Terrence Malick.
- 2018 : Don't Worry, He Won't Get Far on Foot, film américain réalisé par Gus Van Sant.
- 2018 : Un raccourci dans le temps (A Wrinkle in Time), film américain réalisé par Ava DuVernay.
- 2018 : Halloween, film américain réalisé par David Gordon Green.
- 2018 : Operation Red Sea, film chinois réalisé par Dante Lam.
- 2018 : Insidious : La Dernière Clé (Insidious : The Last Key), film américain réalisé par Adam Robitel.
- 2018 : Galveston, film américain réalisé par Mélanie Laurent, d'après le roman de Nic Pizzolatto.
- 2018 : Crazy Rich Asians, film américain réalisé par Jon Chu, d'après le roman de Kevin Kwan (en).
- 2018 : The Spy Gone North (Gongjak), film sud-coréen réalisé par Yoon Jong-bin.
- 2019 : À deux mètres de toi (Five Feet Apart), film américain réalisé par Justin Baldoni.
- 2019 : Countdown, film américain réalisé par Justin Dec[21].
- 2019 : Une famille sur le ring (Fighting with My Family), film américano-britannique réalisé par Stephen Merchant.
- 2020 : Rebecca, film britannique réalisé par Ben Wheatley, d'après le roman du même nom de Daphné du Maurier.
- 2020 : L'Art du mensonge (The Good Liar, 2019), film américain réalisé par Bill Condon, d'après le roman de Nicholas Searle.
- 2021 : Dune, film américano-canadien réalisé par Denis Villeneuve.
- 2021 : Halloween Kills, film américain réalisé par David Gordon Green.
- 2022 : Scream, film américain réalisé par Matt Bettinelli-Olpin et Tyler Gillett.
- 2022 : Halloween Ends, film américain réalisé par David Gordon Green.
- 2023 : Scream 6, film américain réalisé par Matt Bettinelli-Olpin et Tyler Gillett.
- 2023 : Pauvres Créatures (Poor Things), film irlando-britannico-américain réalisé par Yórgos Lánthimos, adapté du roman homonyme d'Alasdair Gray.
- 2024 : Dune, deuxième partie, film américano-canadien réalisé par Denis Villeneuve.
- 2024 : The Substance, film franco-américano-britannique réalisé par Coralie Fargeat.
- 2025 : Freaky Friday 2 : Encore dans la peau de ma mère, film américain réalisé par Nisha Ganatra.

### Téléfilms
- 2009 : Un costume pour deux (Hatching Pete), téléfilm américain de la collection des Disney Channel Original Movie, avec Jason Dolley.
- 2009 : L'École de tous les talents (Ballet Shoes, 2007), téléfilm britannique réalisé par Sandra Goldbacher.
- 2017 : Phil Spector (Phil Spector, 2013), téléfilm américain réalisé par David Mamet.

### Séries télévisées
- 2008 : 30 Rock (30 Rock, 2006), série télévisée américaine créée par Tina Fey.
- 2009 : Legend of the Seeker : L'Épée de vérité (Legend of the Seeker, 2008), série télévisée américaine créée par Sam Raimi et inspirée du roman L'Épée de vérité écrit par Terry Goodkind.
- 2009 : Hung, série télévisée américaine  créée par Dmitry Lipkin et Colette Burson. Adaptation avec Sébastien Manchette.
- 2010 : Boardwalk Empire, série télévisée américaine créée par Terence Winter, d'après le livre Boardwalk Empire : The Birth, High Times and the Corruption of Atlantic City de Nelson Johnson. Adaptation avec Régis Écosse et Stéphane Guissan.
- 2010 : L'Enfer du Pacifique (The Pacific), série télévisée américaine créée par Tom Hanks et Steven Spielberg.
- 2010 : Human Target : La Cible (Human Target), série télévisée américano-canadienne créée par Jonathan E. Steinberg, inspirée du comics créé par Len Wein et Carmine Infantino pour DC Comics. Adaptation avec Jonathan Amram.
- 2011 : Chase, série télévisée américaine créée par Jennifer M. Johnson.
- 2011 : The Event, série télévisée américaine créée par Nick Wauters.
- 2012 : Alcatraz, série télévisée américaine créée par Elizabeth Sarnoff, Steven Lilien et Bryan Wynbrandt.
- 2013 : La Loi selon Harry (Harry's Law, 2011), série télévisée américaine créée par David E. Kelley.
- 2014 : Houdini, l'illusionniste (Houdini, 2014), mini-série canadienne réalisée par Uli Edel.
- 2014 : The Spoils of Babylon, mini-série américaine créée par Matt Piedmont et Andrew Steele. Adaptation avec Jérôme Dalotel.
- 2014 : Halt and Catch Fire, série télévisée américaine créée par Christopher Cantwell et Christopher C. Rogers. Adaptation avec Sébastien Manchette.
- 2014 : Olive Kitteridge, mini-série américaine créée par Jane Anderson. Adaptation avec Sébastien Manchette et Hélène Monsché[22].
- 2015 : Forever, série télévisée américaine créée par Matt Miller.
- 2016 : Lucifer, série télévisée américaine créée par Tom Kapinos, adaptée du personnage de bandes dessinées créé par Neil Gaiman, Sam Kieth et Mike Dringenberg.
- 2016 : Modus, série télévisée suédoise créée par Lisa Siwe et Mani Maserrat. Adaptation avec Olivier Delebarre[23]
- 2016 : Wicked City, série télévisée américaine créée par Steven Baigelman.
- 2016 : The Catch, série télévisée américaine créée par Jennifer Schuur, Helen Gregory et Kate Atkinson.

### Séries d'animation
- 2007 : George de la jungle (George of the Jungle), série télévisée canadienne créée par J. Falconer, Paul Hunt, Miguel Puga, MJ Sandhe et Casey Burke Leonard.
- 2008 : Naruto Shippūden (2007), série réalisée par Hayato Date.
- 2011 : Kung Fu Panda : L'Incroyable Légende (Kung Fu Panda: Legends of Awesomeness), série télévisée d'animation en images de synthèse américano-chinoise, basée sur les films de Kung Fu Panda. Adaptation avec Sébastien Manchette et Anthony Panetto[24].

## Distinctions et prix littéraires
Pour Alabama 1963
- 2020 : Talent Cultura[25]
- 2021 : Prix Palissy, décerné par des lycéens des cinq lycées lot-et-garonnais : Palissy, De Baudre, Val de Garonne, Geoges Leygues et Lomet[26].
- 2021 : Prix Littéraire des Étudiants Internationaux, décerné par les étudiants internationaux des Cours de civilisation française de la Sorbonne[27]
- 2021 : Prix Ouest, décerné lors du Printemps du Livre de Montaigu (85)[28].
- 2021 : Prix Jeune Mousquetaire du Premier Roman décerné par l'Association « Un livre dans la poche » lors des Rencontres littéraires de Nogaro (32)[29].
- 2021 : Prix du Jury du premier roman, décerné par la ville de Mennecy (95), lors du Salon du Livre et de la BD d'Île-de-France.
- 2021 : Prix des Lecteurs des bibliothèques "Gouttes de Sang d'Encre", décerné lors du Festival Sang d'Encre de Vienne (38)[30].
- 2021 : Prix Livraddict - catégorie Policier[31].
- 2021 : Prix du Premier Roman des Médiathèques du Sud-Ouest.
- 2021 : Prix Littéraire du Lycée du Pays de Retz de Pornic (44).
- 2022 : Prix des lecteurs - Médiathèque de La Lanterne, Rambouillet (78).
- 2022 : Prix des lecteurs Marque-Pages, décerné par les Médiathèques Saint-Nazaire agglo (44)[32].
- 2022 : Prix du Goéland Masqué, décerné lors du Festival du goéland masqué de Penmarc'h (29)[33].
- 2022 : Prix des médiathèques du Territoire de Belfort (90).
- 2022 : Prix des Lecteurs du Pays de Redon (35)[34].
- 2022 : Prix Lions Club Grand Est.
- 2022 : Prix des lecteurs des médiathèques intercommunales des Vosges du Sud (90).
- 2023 : Grand Prix du Livre Audio, catégorie Polar, décerné par l'association La Plume de Paon[35].
- 2023 : Prix de la Gâchette d'Or, décerné par les Médiathèques de Vitrolles (13), lors du festival "Polar en Lumières"[36].
- 2025 : Prix littéraire du lycée Émilie du Châtelet à Serris (77).

Pour America[s]
- 2022 : Prix Les Petits Mots des Libraires - catégorie Roman[37].
- 2022 : Prix du jury du Salon du livre de Cosnes-sur-Loire (58).
- 2022 : Finaliste Prix Maison de la Presse.

Pour À l'ombre de Winnicott
- 2024 : Sélection de rentrée littéraire Cultura
- 2024 : Sélection de rentrée littéraire des Libraires ensemble
- 2024 : Sélection de rentrée littéraire Monoprix
- 2024 : Prix NetGalley des meilleurs livres de la rentrée littéraire
- 2024 : Sélection Prix Libraires en Seine Corinne-Kim
- 2024 : Finaliste Grand Prix des Blogueurs Littéraires